# Thermarces pelophilum
Thermarces pelophilum es una especie de pez de la familia de los Zoarcidae en el orden de los perciformes.

## Morfología
Los machos pueden llegar a alcanzar los 12,4 cm de longitud total.

## Hábitat
Es un pez de mar y de Clima tropical y demersal que vive hasta los 1947 m de profundidad.

## Distribución geográfica
Se encuentra en Barbados. 

## Observaciones
Es inofensivo para los humanos. 